# Rafael Muñoz
Rafael "Rafa" Muñoz Pérez (ur. 3 marca 1988 w Kordobie) – hiszpański pływak, dwukrotny brązowy medalista mistrzostw świata.
Dwukrotny brązowy medalista na dystansie 100 i 50 m stylem motylkowym na mistrzostwach Europy w pływaniu w Eindhoven. Brązowy medalista w mistrzostw świata w Rzymie na tych dystansach. Przez 9 lat (do 1 lipca 2018) był rekordzistą świata na dystansie 50 m stylem motylkowym (22,43).

## Rekordy świata
| Konkurencja            | Basen      | Rezultat | Data            | Miejsce | Status                         |
| ---------------------- | ---------- | -------- | --------------- | ------- | ------------------------------ |
| 50 m stylem motylkowym | 50-metrowy | 22,43 s  | 5 kwietnia 2009 | Malaga  | do 1 lipca 2018 Andrij Howorow |